# Stehlikiana burksorum
Stehlikiana burksorum är en insektsart som beskrevs av Young 1977. Stehlikiana burksorum ingår i släktet Stehlikiana och familjen dvärgstritar. Inga underarter finns listade i Catalogue of Life.